# Одеський іподром

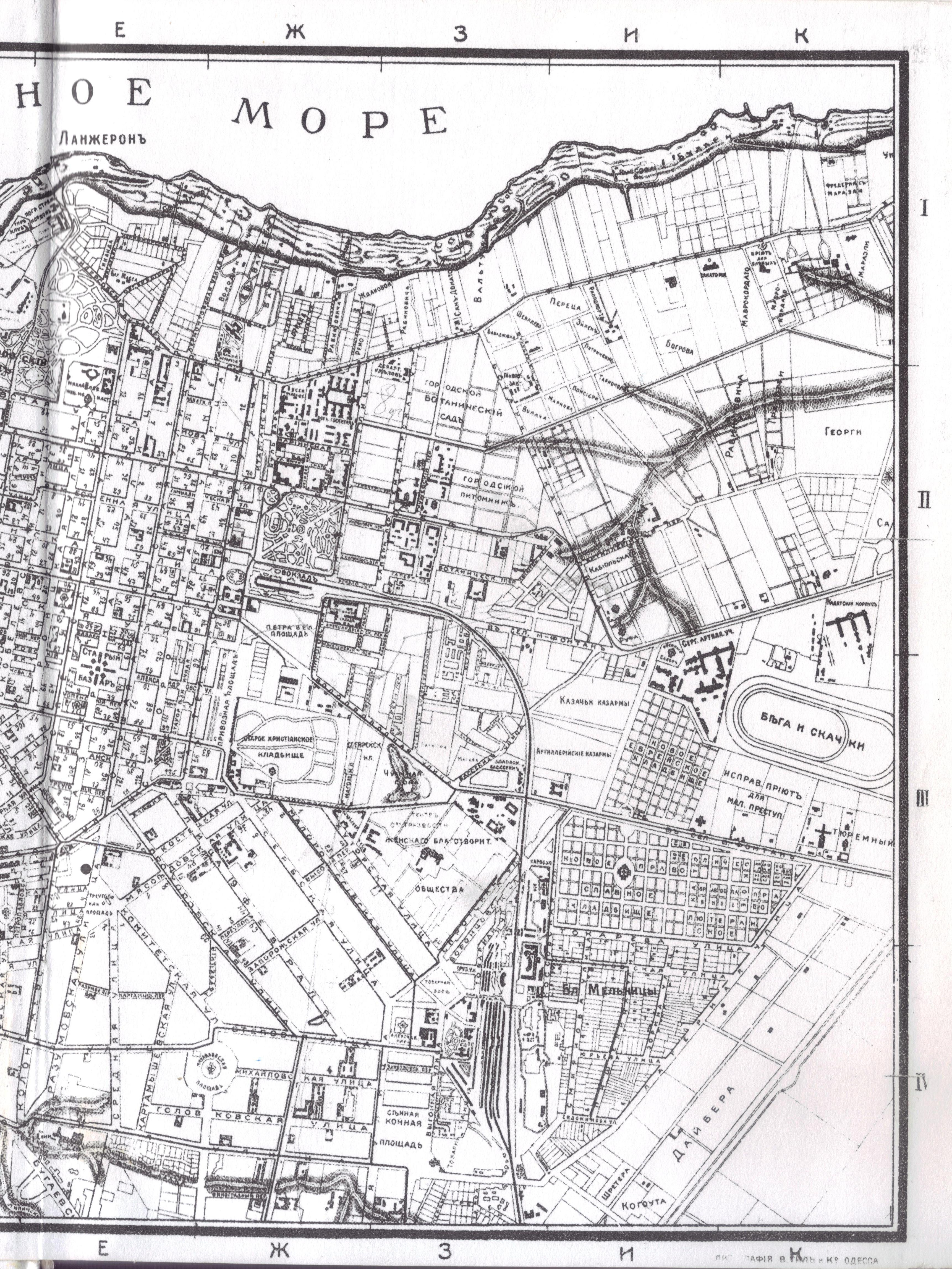
Іподром («Біги та перегони») на плані Одеси. 1919

Одеський іподром (Одеський державний сільськогосподарський іподром) — місце проведення перегонів, бігів та польотів аеронавтів в Одесі. Єдиний державний іподром в Україні.

## Історія
У 1889–1890 Новоросійське Товариство заохочення кіннозаводства побудувало і відкрило в Одесі іподром на четвертій станції Великого Фонтану.
Центральною спорудою нововідкритого був «павільйон перегонів» — спеціально збудований будинок оригінальної конструкції з майданчиком для оркестру, відкритими ложами та трибунами для глядачів. Високий шпиль, легкі навіси, тонкі колони, тенти та арки надавали павільйону «повітряність», яка цілком відповідала стрімкості бігів і перегонів, що регулярно влаштовуються.
- Але іподром у 1900-х і 1910-х роках був відомий насамперед велогонками та польотами аеронавтів на повітряних кулях (аеростатах) та літаках, які називалися тоді аеропланами.

8 березня 1910 року залишилося в історії української авіації: цього дня з одеського іподрому піднявся в небо одесит Михайло Єфімов на аероплані «Фарман-4», забезпеченому мотором «Гном» потужністю 50 к. с. Це був перший показовий у Росії політ українського льотчика, який лише місяць із невеликим тому отримав у Франції диплом пілота-авіатора.
- «До п'ятої години дня іподром був мальовничим видовищем. Центральні трибуни та ложі зайняли люди багатші, повністю забиті дешеві місця. Внизу, навколо бігової доріжки, розмістилися учні технічних училищ, кадети та юнкера… Весь простір за огорожею, де тільки можна стояти, заповнили безквиткові глядачі», — писали про цей день Є. Корольова та В. Рудник у книзі «Суперники орлів».

На біговому полі вчора сталося щось таке, про що присутні на ньому колись розповідатимуть своїм онукам. Вони розкажуть їм, що на власні очі бачили те, що ще недавно вважали казкою із «1001 ночі», «жюльверніадою», фантазією вельми небагатьох мрійників-диваків…— наступного дня після польоту писали «Одесские новости»
Після польоту Єфімова створений 1908 року одеський аероклуб вирішив встановити на його честь почесну мармурову дошку з написом: «Одеса. 8 березня 1910 року. Пілот-авіатор Михайло Никифорович Єфімов, перший росіянин, здійснив офіційний політ на аероплані в Росії».
Павільйон перегонів згорів у 1918 році і тоді ж втрачено дошку, присвячену цьому польоту. Але 1972 року на іподромі встановили нову меморіальну дошку.
Через місяць після польоту М. Єфімова з іподрому стартував аероплан, який пілотував легендарний велогонник і повітроплавець Сергій Уточкін. «31 березня в Одесі на біговому іподромі відбувся екзаменаційний політ Уточкіна на звання пілота-авіатора» — повідомив спеціальний журнал «Бібліотека повітроплавання», що виходив у Росії. На пропозицію комісії, Уточкін виконав тоді так звану «Вісімку», круті розвороти та інші «умови підйому, польоту та спуску», а наступного дня отримав грамоту на звання пілота-авіатора, першу, видану одеським аероклубом.

## Політ Купріна
У листопаді того ж року на аероплані вперше піднявся російський літератор О. І. Купрін, який роком раніше здійснив політ на повітряній кулі з Сергієм Уточкіним.
Купрін полетів пасажиром зі своїм другом-борцем, що став авіатором, Іваном Заїкіним. Серед глядачів на іподромі 12 листопада 1910 року був тринадцятирічний Валентин Катаєв, який на все життя запам'ятав миті, коли «аероплан побіжить уперед, відірветься від землі і досягне рекордної висоти в триста метрів, навіки прославивши підкорювачів повітряної стихії та сили земного тяжіння, великого борця середньої ваги Івана Заїкіна та знаменитого письменника Купріна».
Цей політ міг стати трагедією і для української авіації, і для боротьби, і для літератури: аероплан зазнав аварії, але завдяки майстерності і витримці Заїкіна пілот і пасажир зовсім не постраждали, але апарат був зруйнований повністю. Заїкін, можливо, одним із перших зробив тоді те, про що сьогодні в подібних випадках пишуть, як про приклад найбільшої мужності та шляхетності. Передбачаючи падіння, він у критичній ситуації почав вести апарат від переповненого глядачами поля іподрому у бік найближчого цвинтаря і впав, не завдавши нікому шкоди. Але машина була занапащена. Це викликало нарікання її власників, одеських багатіїв Пташникових, які звинуватили в аварії пілота. Обставини цього польоту Купрін виклав через два місяці
Було дуже холодно, і дув норд-вест. Для полегшення ваги мені довелося зняти пальто та замінити його газетним папером, начебто манішки… Я відчуваю, як апарат, як живий, піднімається на кілька метрів над землею і знову падає на землю і котиться по ній і знову піднімається. Зустрічне повітря піднімає нас, як систему іграшкового змія. Мені здається, що ми не рухаємося, а під нами біжать назад трибуни, кам'яні стіни, зелені поля, дерева, фабричні труби — це початок польоту.
Купрін того ж дня написав виправдувального листа до редакції, що з'явився в завтрашньому номері «Одеських новин»: "Милостивий пане пане редакторе! Безсумнівно, що виною падіння І. М. Заїкіна разом з аеропланом і мною був тільки я, який нижче підписався. Рік тому під час одного з осінніх польотів, коли Заїкіну вперше спала думка літати, він тут же на іподромі дав мені обіцянку підняти мене одним із перших. Сьогодні, незважаючи на мій — правда, слабкий — протест, він дотримався своєї обіцянки. Навряд чи він повірив моїм словам, що в мені вагою близько 6 пудів, якщо не зайвим. Але 13 з половиною пудів, при досить сильному вітрі вгорі, виявилися для апарату надмірним вантажем.. Щиро дякую І. М. нарешті і за моє власне існування, яким я цілком зобов'язаний йому… Я ж стверджую, що Заїкін зробив усе можливе спочатку для того, щоб не зачепити людей, а потім, щоб урятувати апарат. Прошу, милостивий пане пане редакторе, помістити цей лист. Його мета — подяка І. М. Заїкіну та огородження імені цього чудового авіатора від пліток. О. Купрін.— нарис «Мій політ», [петербурзький «Синій журнал»
Заступництво відомого письменника мало чим допомогло Заїкіну. Політ виявився для нього фатальним, і він змушений був повернутися до циркової боротьби. Але на все життя зберіг він вдячність, дружбу та листування з Купріним.

## Німецько-радянська війна
Восени 1941 року небо над іподромом наповнилося потужним гулом бойових літаків «І-16» та «Іл-12» ВПС РСЧА. Неподалік спорудили польовий аеродром 69-го винищувального авіаційного полку майора Л. Шестакова, який захищав небо обложеної Одеси. Пам'ятник «шестаківцям», як їх називали у місті, зараз встановлений поруч зі старим одеським іподромом, який вступив у друге століття.

## Сучасність
Існують проекти забудови території іподрому житловими висотними будинками із сучасною інфраструктурою. Існує можливість будівництва сучасного футбольного стадіону на території Одеського іподрому. 2001 року Одеський іподром перейменований на Одеський державний сільськогосподарський іподром. У березні 2010 року іподром горів.

## Висловлювання про іподром
- |                                                                                                       | З'явився дерев'яний павільйон іподрому. Пил над іподромом стояв жовтим полум'ям. Весь його величезний вал був окантований стрічкою глядачів. У павільйоні заграв оркестр. З-під аероплана відокремився клуб диму, і апарат побіг уздовж галявини. Його побачили у приголомшливому становищі: на тлі небесного склепіння. Він злітав дедалі вище, описуючи спіраль. Тепер він виявив свої пташині форми. |
| — описував враження від одного з перших польотів на іподромі Сергій Бондарін, «Повість для мого сина» | |
- |              | Я побачив зелене поле, мураву перших польотів, освітлених молодим сонцем віку, порожнє, прекрасне поле, і натовп людей, що біжать серед ромашок назустріч великій тіні, що ковзає їм під ноги. |
| — Юрій Олеша | |